# Coccobius mesasiaticus
Coccobius mesasiaticus is een vliesvleugelig insect uit de familie Aphelinidae. De wetenschappelijke naam is voor het eerst geldig gepubliceerd in 1971 door Yasnosh & Myartseva.